# Taken by Force
Taken by Force är ett album med det tyska hårdrock-bandet Scorpions som utkom 1977. Detta är deras femte studioalbum.

## Låtlista
1. "Steamrock Fever" (Klaus Meine/Rudolf Schenker) - 3:39
2. "We'll Burn the Sky" (Mabel Dannemann/Rudolf Schenker) - 6:29
3. "I've Got to Be Free" (Uli Jon Roth) - 4:02
4. "Riot of Your Time" (Klaus Meine/Rudolf Schenker) - 4:12
5. "Sails of Charon" (Uli Jon Roth) - 5:14
6. "Your Light" (Uli Jon Roth) - 4:31
7. "He's a Woman, She's a Man" (Klaus Meine/Herman Rarebell/Rudolf Schenker) - 3:16
8. "Born to Touch Your Feelings" (Klaus Meine/Rudolf Schenker) - 7:42